# Antoon van Hooff
Antoon Jozef Jacques Johan Maria van Hooff (Arnhem, 24 september 1937 – aldaar, 3 augustus 2004) was een Nederlandse ondernemer en presentator. Hij was jarenlang directeur van Burgers' Zoo, de dierentuin van zijn grootvader Johan Burgers. Hij was getrouwd met Greet Wierenga, ze hadden drie kinderen. Zelf kwam hij ook uit een gezin met drie kinderen. Samen met zijn vrouw vormen zij de derde generatie in de geschiedenis van het dierenpark. Hij is de broer van primatoloog Jan van Hooff.

## Carrière

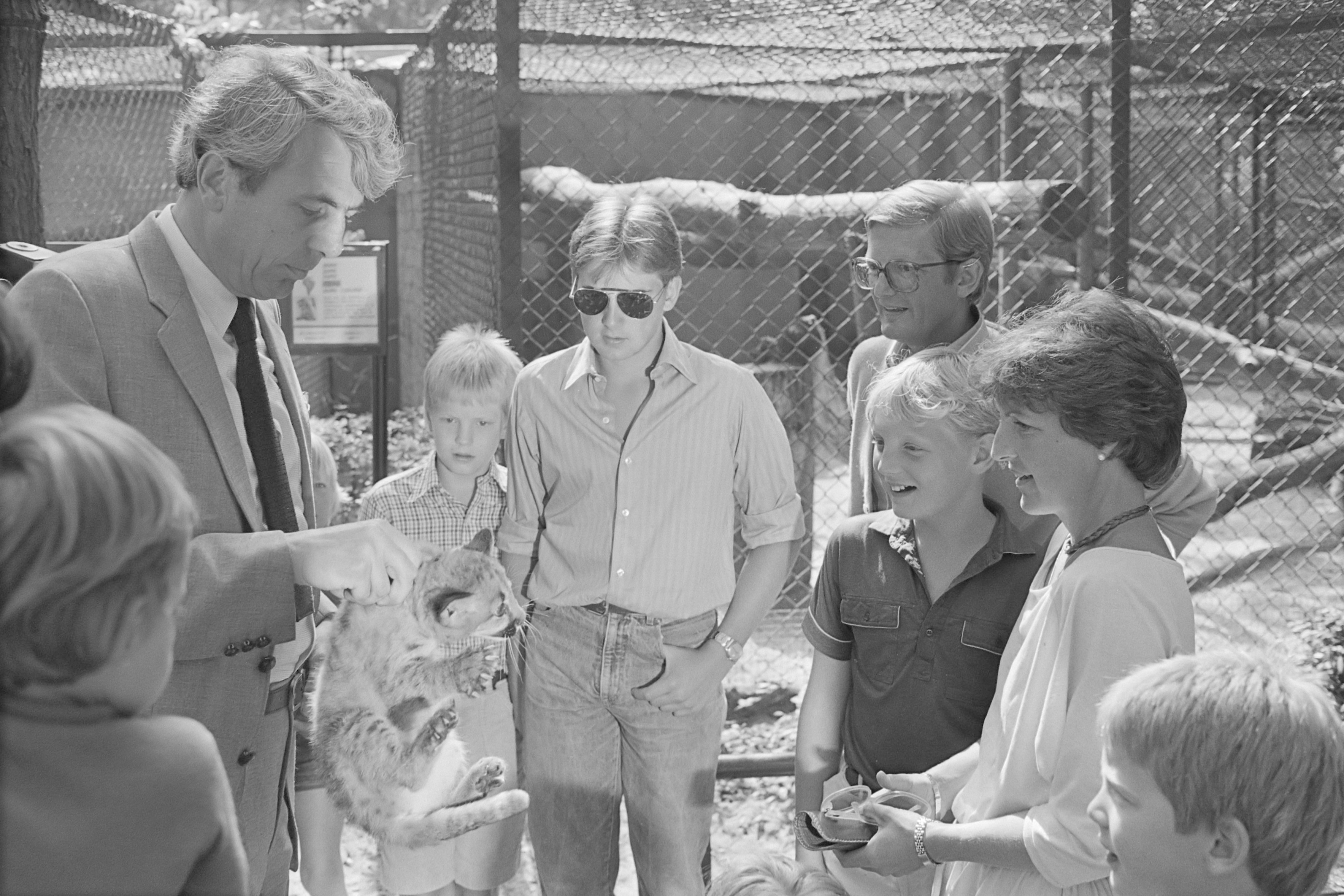
Prinses Margriet met haar gezin in Burgers Dierenpark; links directeur Antoon van Hooff (1983)

Vanaf 1939 tot en met 1962 vormden Lucie Burgers en Reinier van Hooff de directie van het park. Daarna nam Antoon van Hooff het directeurschap over van zijn ouders. In 1968 opende Burgers Dierenpark onder van Hooff het eerste Safaripark op het Europese vasteland. De bezoekers konden in hun eigen auto door een uitgestrekt boslandschap rijden, waarin de leeuwen vrij rondliepen. In latere jaren is dit uitgebouwd tot het Safaripark, waar een leefgemeenschap van Afrikaanse savannebewoners (giraffen, zebra's, antilopen, neushoorns, enz.) vanaf een wandelgalerij kan worden aanschouwd. 
Onder leiding van van Hooff werd omstreeks 1988 een nieuwe weg ingeslagen voor de presentatie van dieren. In zeer grote hallen werden grote aantallen dieren- en plantensoorten samengebracht uit een bepaald landschap, zoals het tropisch regenwoud (Burgers' Bush, geopend in 1988) of een woestijn in Noord-Amerika (Burgers' Desert, geopend in 1994). Deze presentaties worden door de dierentuin 'ecodisplays' genoemd. Met de introductie van deze in alle jaargetijden te bezoeken landschapspresentaties en een congrescentrum is het park nog maar voor een deel afhankelijk van de omzet die de zomermaanden oplevert. In 1971 openen Antoon van Hooff en zijn broer Jan van Hooff de eerste chimpansee-kolonie in een dierentuin ter wereld. In 1980 werd de Lucie Burgers Stichting opgericht ten bate van vergelijkend gedragsonderzoek bij dieren en deze stichting beoogt kennis over gedrag en ecologie te bevorderen. Ook stichtte hij nog een natuurreservaat in Belize.  
Van Hooff was jarenlang directeur van Burgers' Zoo en was ook presentator van het NCRV–programma Ja, natuurlijk. Tevens publiceerde hij samen met Henk van der Horst een boek over dierentuinen in Europa. In 2002 klaagde hij over het feit dat hij regelmatig werd verward met zijn bijna-naamgenoot Anton van Hooff, columnist bij onder andere De Gelderlander die scherpe en provocerende stukken schreef, waardoor Antoon van Hooff vaak verkeerd geadresseerde replieken, beledigingen en bedreigingen ontving.
Van Hooff overleed op 66-jarige leeftijd. Zijn zoon Alex van Hooff volgde hem op als directeur van Burgers' Zoo. Van Hooff is begraven op Moscowa. Op 31 december 2004 maakte de redactie van De Gelderlander bekend dat van Hooff was uitgeroepen tot Arnhemmer van het Jaar 2004, vanwege zijn jarenlange grote betrokkenheid bij de stad.
Het plein voor de dierentuin en dus het adres van de dierentuin is naar hem genoemd: Antoon van Hooffplein.